# 193

## Починали
- 28 март – Пертинакс, римски император
- 1 юни – Дидий Юлиан, римски император